# Thomas Croke
Thomas William Croke (ur. 19 maja 1824 w Ballyclough - zm. 22 lipca 1902) – irlandzki duchowny rzymskokatolicki, w latach 1870-1874 biskup diecezjalny Auckland w Nowej Zelandii, następnie w latach 1875-1902 arcybiskup metropolita Cashel-Emly w Irlandii.

## Życiorys
Sakrament święceń przyjął 28 maja 1846, udzielił ich mu kardynał Costantino Patrizi Naro, prefekt Kongregacji ds. Biskupów. Został następnie inkardynowany do diecezji Cloyne. 23 czerwca 1870 papież Pius IX mianował go biskupem Auckland. Sakry udzielił mu w dniu 10 lipca 1870 kardynał Paul Cullen, arcybiskup metropolita Dublina. 25 czerwca 1874 bp Croke zrezygnował ze swojego urzędu w Nowej Zelandii. Dokładnie rok później został mianowany arcybiskupem metropolitą Cashel-Emly w Irlandii. Zajmował to stanowisko aż do śmierci w lipcu 1902 roku. Żył 78 lat.
1 listopada 1884 roku został mianowany patronem nowo powstałego stowarzyszenia Gaelic Athletic Association, w 1913 stadion na którym były rozgrywane finały rozgrywek krajowych w hurlingu oraz innych sportach gaelickich zmienił nazwę na Croke Memorial Park dla upamiętnienia pierwszego patrona.